# Оттон IV (граф Равенсберга)
Оттон IV (нем. Otto IV. von Ravensberg; не позднее 1275 — 25 февраля 1328) — граф Равенсберга с 1306 года.
Сын Оттона III и Гедвиги фон Липпе.
Канонник в Оснабрюке (1292) и Мюнстере (1301). В 1305 году сложил сан. В том же или следующем году наследовал отцу в качестве графа Равенсберга.
Был женат на Маргарите Бергской (ум. после 1360), дочери и наследнице Генриха фон Берг-Виндека. Дети:
- Гедвига (ум. 1336), жена герцога Брауншвейг-Люнебурга Вильгельма II
- Маргарита (ок. 1320 — 19 февраля 1389), графиня Берга (1348) и Равенсберга (1345), с 1336 года жена Герхарда VI Юлихского.

Оттону IV наследовал брат — Бернхард, умерший бездетным в 1345 году. После его смерти Равенсберг отошёл к Маргарите — дочери Оттона IV, и её мужу Герхарду VI Юлихскому.